# Saison 4 de Nip/Tuck
Chronologie
Saison 3 Saison 5
Cet article présente les quinze épisodes de la quatrième saison de la série télévisée américaine Nip/Tuck.

## Distribution

### Acteurs principaux
- Dylan Walsh (VF : William Coryn) : Dr Sean McNamara
- Julian McMahon (VF : Arnaud Arbessier) : Dr Christian Troy
- John Hensley (VF : Vincent Barazzoni) : Matt McNamara
- Roma Maffia (VF : Frédérique Cantrel) : Liz Cruz
- Kelly Carlson (VF : Murielle Naigeon) : Kimber Henry
- Joely Richardson (VF : Laurence Dourlens) : Julia McNamara

### Acteurs récurrents
- Larry Hagman (VF : Dominique Paturel) : Burt Landau
- Sanaa Lathan (VF : Pascale Vital) : Michelle Landau
- Brooke Shields (VF : Hélène Chanson) : Dr Faith Wolper
- Jacqueline Bisset (VF : Perrette Pradier) : James
- Peter Dinklage (VF : Constantin Pappas) : Marlowe Sawyer
- Rosie O'Donnell (VF : Brigitte Virtudes) : Dawn Budge
- Jennifer Hall (en) (VF : Laëtitia Godès) : Monica Wilder
- Ruth Williamson (VF : Marie-Martine) : Mme Hedda Grubman
- Alanis Morissette (VF : Guylène Ouvrard) : Poppy
- Joey Slotnick (VF : Hervé Bellon) : Merrill Bobolit
- Robert LaSardo (VF : José Luccioni) : Escobar Gallardo
- Rebecca Metz (en) : Abby Mays
- Josiah Henry : Wilber Troy

### Invités
- Catherine Deneuve (VF : elle-même) : Diana Lubey (épisode 12)

## Épisodes
| N° | #  | Titre                                 | Réalisation        | Scénario                          | Première diffusion                                                                |
| --- | -- | ------------------------------------- | ------------------ | --------------------------------- | --------------------------------------------------------------------------------- |
| 45 | 01 | Les Yeux dans les yeux Cindy Plumb    | Ryan Murphy        | Ryan Murphy                       | États-Unis : 5 septembre 2006 sur FX France : 15 janvier 2007 sur Paris Première  |
| Un patient très riche propose de racheter le cabinet, Christian est intéressé, mais Sean beaucoup moins. Julia découvre que le bébé qu'elle attend est atteint d'une malformation des mains, mais tarde à l'annoncer à son mari. |    |                                       |                    |                                   |                                                                                   |
| 46 | 02 | Le Corps et l'Esprit Blu Mondae       | Michael M. Robin   | Lynnie Greene (en) Richard Levine | États-Unis : 12 septembre 2006 sur FX France : 15 janvier 2007 sur Paris Première |
| Sean et Julia prennent une décision importante au sujet de la naissance de leur bébé. Après avoir rencontré Kimber, Matt abandonne ses séances chez le psychiatre pour aller vers une thérapie plus spirituelle. Pendant ce temps, un homme gay aristocratique, Arthur Stiles, veut que son amant plus jeune soit aussi distingué que lui. James, une femme du passé mystérieux de Michelle, arrive à la clinique pour récupérer de l'argent.                                             |    |                                       |                    |                                   |                                                                                   |
| 47 | 03 | Éternelle jeunesse Monica Wilder      | Elodie Keene       | Brad Falchuk                      | États-Unis : 19 septembre 2006 sur FX France : 22 janvier 2007 sur Paris Première |
| Sean et Julia cherchent une infirmière de nuit pour son nouveau-né. À la suite d'une vidéo le dévoilant nu en bonne compagnie sur internet, Christian décide de perdre du poids en pratiquant du sport. Pendant ce temps, Liz s'attire l'inimitié de Michelle en assistant à une scène qu'elle n'aurait pas dû voir. |    |                                       |                    |                                   |                                                                                   |
| 48 | 04 | Le Péché originel Shari Noble         | Nelson McCormick   | Jennifer Salt                     | États-Unis : 26 septembre 2006 sur FX France : 22 janvier 2007 sur Paris Première |
| Michelle résiste aux avances de Christian et des tensions apparaissent entre les deux. Julia fait une dépression post-partum et veut se faire prescrire des médicaments. Une patiente nommée Shari Noble veut se faire recoller le mamelon après un accident. Christian accompagne Liz dans un bar de lesbiennes, elle rencontre une fille, passe la nuit avec elle, mais cela a des conséquences désastreuses. James rend visite à Michelle et lui demande d'opérer une de ses "filles". |    |                                       |                    |                                   |                                                                                   |
| 49 | 05 | Les Nouveaux Riches Dawn Budge        | Elodie Keene       | Hank Chilton                      | États-Unis : 3 octobre 2006 sur FX France : 29 janvier 2007 sur Paris Première    |
| Dawn Budge, une femme ayant gagné au loto demande des opérations chirurgicales pour l'ensemble de sa famille. Christian en profite pour la relooker et changer sa décoration intérieur pour des dizaines de milliers de dollars. Sean fait sa demande en mariage à Julia. Kimber convainc Matt de quitter la maison de ses parents pour rejoindre la scientologie, mais cela ne se fait pas sans heurts.                                                                                  |    |                                       |                    |                                   |                                                                                   |
| 50 | 06 | Passion Mortelle Faith Wolper, Ph.D   | Sean Jablonski     | Sean Jablonski                    | États-Unis : 10 octobre 2006 sur FX France : 5 février 2007 sur Paris Première    |
| Burt découvre que Michelle et Christian ont une relation et leur propose un étrange marché. Monica revient dans la vie de Sean, mais les conséquences seront dramatiques. |    |                                       |                    |                                   |                                                                                   |
| 51 | 07 | Amis pour la vie Burt Landau          | Charles Haid       | Brad Falchuk                      | États-Unis : 17 octobre 2006 sur FX France : 12 février 2007 sur Paris Première   |
| Le rein restant de Liz est malade et il lui faut une transplantation, Christian et Sean se propose de passer les tests de compatibilité. Matt tente un rapprochement avec Kimber, mais celle-ci le prend très mal et l'accuse d'être comme ses deux "pères". |    |                                       |                    |                                   |                                                                                   |
| 52 | 08 | Éloge funèbre Conor McNamara          | Patrick McKee      | Jennifer Salt Hank Chilton        | États-Unis : 24 octobre 2006 sur FX France : 19 février 2007 sur Paris Première   |
| L'opération de Conor arrive, mais Julia angoisse sur les traumatismes psychologiques dont pourraient souffrir le bébé lors de rééducation. Hedda Grubman veut subir des interventions esthétiques, mais étant en phase terminale d'un cancer, elle veut que les opérations soient effectuées après sa mort pour être présentable à l'enterrement. |    |                                       |                    |                                   |                                                                                   |
| 53 | 09 | Grandeur et Décadence Liz Cruz        | Richard Levine     | Lynnie Greene (en) Richard Levine | États-Unis : 31 octobre 2006 sur FX France : 26 février 2007 sur Paris Première   |
| Liz souhaite avoir recours à la chirurgie esthétique sur les conseils de sa nouvelle petite-amie très exigeante sur la beauté physique. Marlowe veut se faire agrandir les jambes pour pouvoir marcher aux côtés de Julia sans ressentir de gêne. James est sommée par son gang de trouver un rein dans les vingt-quatre heures, sinon elle mourra. |    |                                       |                    |                                   |                                                                                   |
| 54 | 10 | Esclave sexuel Merrill Bobolit        | Charles Haid       | Brad Falchuk                      | États-Unis : 7 novembre 2006 sur FX France : 5 mars 2007 sur Paris Première       |
| Escobar Gallardo refait surface, il demande à Christian et Sean de lui redonner son ancien visage en les faisant chanter. Kimber veut se faire enlever ses implants mammaires pour pouvoir allaiter l'enfant qu'elle attend de Matt. |    |                                       |                    |                                   |                                                                                   |
| 55 | 11 | Photo de famille Conor McNamara, 2026 | Craig Zisk         | Ryan Murphy                       | États-Unis : 14 novembre 2006 sur FX France : 12 mars 2007 sur Paris Première     |
| En 2026, Conor tente de réparer ses blessures émotionnelles en rassemblement toute sa famille. Matt est devenu chirurgien et Annie se sent délaissée par ses parents. De nos jours, Julia quitte Miami, victime d'un cyclone, pour New York avec ses deux enfants, laissant Sean et Christian pour de bon. |    |                                       |                    |                                   |                                                                                   |
| 56 | 12 | Au revoir mesdames Diana Lubey        | Charles Haid       | Sean Jablonski                    | États-Unis : 21 novembre 2006 sur FX France : 19 mars 2007 sur Paris Première     |
| Une patiente veut se faire implanter des prothèses mammaires contenant les cendres de son défunt mari. Sean vit très mal la séparation avec Julia et ses enfants. Il décide de consulter la psychiatre qui a suivi Christian et apprend de sa bouche de curieuses révélations sur son meilleur ami. |    |                                       |                    |                                   |                                                                                   |
| 57 | 13 | Le Divin Enfant Reefer                | Lynnie Greene (en) | Lynnie Greene (en) Richard Levine | États-Unis : 28 novembre 2006 sur FX France : 26 mars 2007 sur Paris Première     |
| Sean, qui doit passer Noël seul, décide de tromper sa solitude dans l'alcool et se lie d'amitié avec un sans-abri. Christian récupère la garde de Wilber, ses parents étant décédés dans un accident de la route. Le gang demande toujours plus d'organes vitaux à James qui doit se rabattre sur les patients de la clinique. |    |                                       |                    |                                   |                                                                                   |
| 58 | 14 | À chacun sa marionnette Willy Ward    | Michael M. Robin   | Jennifer Salt                     | États-Unis : 5 décembre 2006 sur FX France : 2 avril 2007 sur Paris Première      |
| Un ventriloque veut se faire rajeunir le visage pour ressembler de nouveau à sa marionnette. Gina réapparaît et demande à Christian d'avoir un droit de visite de Wilber. Matt et Kimber ont des problèmes sexuels et le jeune décide de pimenter leurs ébats en prenant conseil auprès de Sean. James doit fournir des reins d'enfants à ses employeurs et jette son dévolu sur Wilber.                                                                                                  |    |                                       |                    |                                   |                                                                                   |
| 59 | 15 | Inséparable Gala Gallardo             | Ryan Murphy        | Ryan Murphy Hank Chilton          | États-Unis : 12 décembre 2006 sur FX France : 9 avril 2007 sur Paris Première     |
| Escobar Gallardo se révèle être à la tête du trafic d'organes. Il demande à Sean et Christian de réparer les mutilations aux seins de sa femme. Elle a été torturée par des hommes qui voulaient se venger d'Escobar, qui avait employer leur sœur comme "mule". Sean a décidé de quitter Miami pour Los Angeles et vient à Matt, sa part de l'argent de la vente de la maison. |    |                                       |                    |                                   |                                                                                   |